# Бабич, Исай Яковлевич
Исай Яковлевич Бабич (26 сентября 1902, Берислав, Херсонская губерния, Российская империя — 9 декабря 1948, Москва, СССР) — советский военный деятель, Генерал-лейтенант (26 мая 1943 года).

## Биография

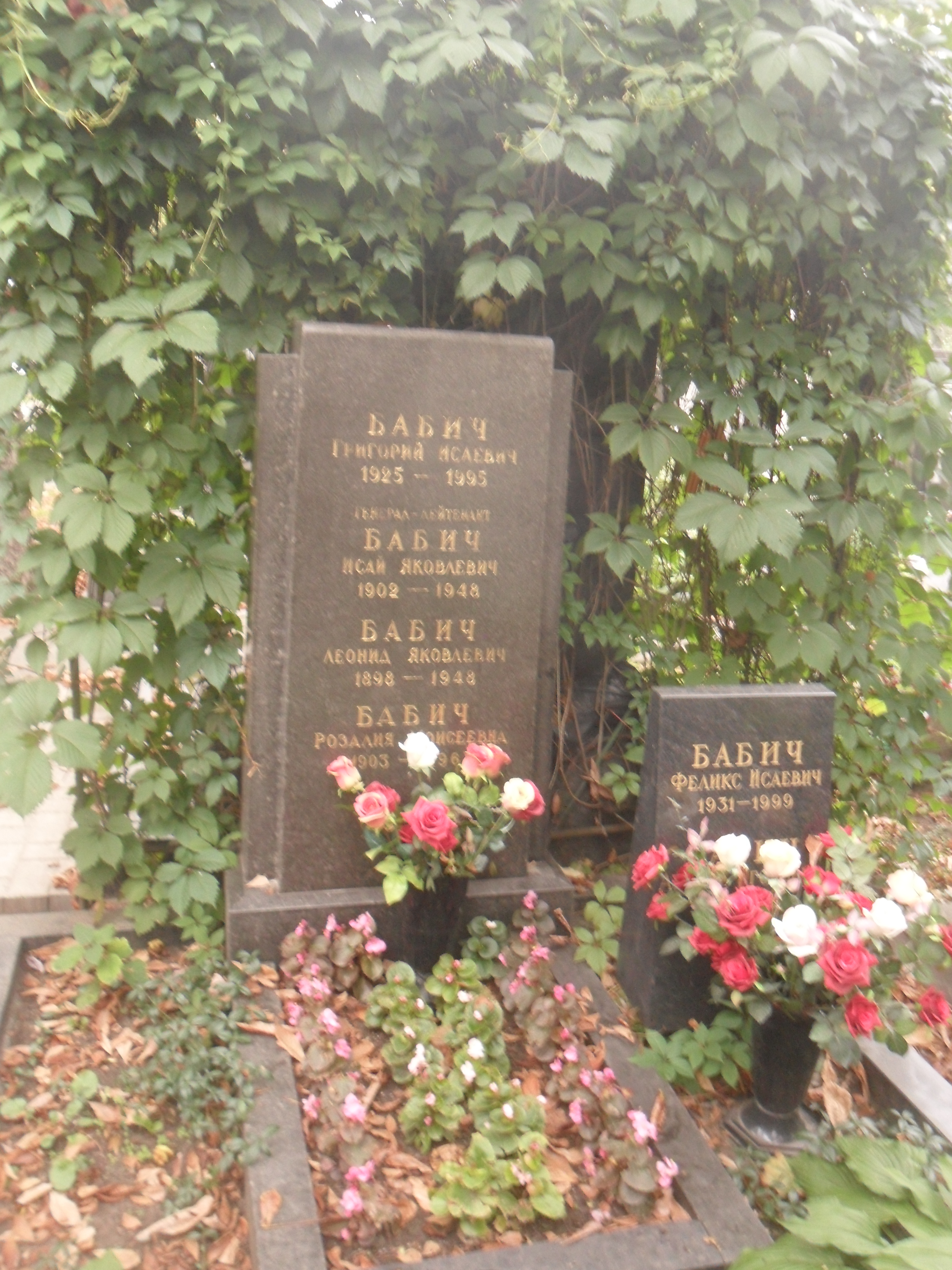
Могила Бабича на Новодевичьем кладбище Москвы.

Исай Яковлевич Бабич родился 26 сентября 1902 года в Бериславе Херсонской губернии в семье сапожника-кустаря Якова Исааковича Бабича и Мириам Рувимовны Рафал. Его еврейское имя было Иеошуа, но в семье его звали Ишика. У его отца была сестра Алта-Сура и брат Абрам. По национальности — еврей. Получил начальное образование, отучившись два года в хедере, после чего работал учеником наборщика и наборщиком в типографиях.
В апреле 1920 года вступил в ряды ВКП(б). С того же года работал в органах ВЧК — ГПУ — ОГПУ — МГБ.
С 1920 по 1922 годы работал на должностях помощника уполномоченного и инспектора Общеадминистративной части Николаевской губернской ЧК — губернского отдела ГПУ, а с 1922 года — на должностях инспектора Общеадминистративной части и инспектора губернского отдела ГПУ.
В 1925 году Бабич был назначен на должность уполномоченного Молдавского областного отдела ГПУ, в 1927 году — на должность начальника Балтского отделения ГПУ (Молдавская АССР) и одновременно на должность начальника 25-го пограничного отряда ОГПУ, в 1930 году — на должность начальника секретного, секретно-политического отдела Харьковского оперативного сектора ГПУ, а в 1933 году — на должность начальника секретно-оперативного отдела Винницкого областного ГПУ — УГБ Управления НКВД по Винницкой области.
С августа 1934 года работал на должности начальника Отдела УГБ Управления НКВД по Одесской области, с июля 1935 года — на должности начальника Секретно-политического — IV-го отдела УГБ Управления НКВД по Киевской области, с августа 1937 года — на должности заместителя начальника Управления НКВД по Одесской области, а с октября 1937 года — на должности заместителя начальника Управления НКВД по Киевской области. С 10 января по 26 февраля 1938 года исполнял обязанности начальника Управления НКВД по Киевской области.
28 марта 1938 года Исай Яковлевич Бабич был назначен на должность начальника 2-го отдела 2-го управления НКВД СССР, 20 августа 1938 года — на должность начальника 3-го отдела 2-го управления НКВД СССР, 29 сентября 1938 года — на должность начальника Отделения 4-го отдела ГУГБ НКВД СССР, 3 января 1939 года — на должность начальника 4-го отделения 4-го отдела ГУГБ НКВД СССР, а 24 сентября 1940 года — на должность начальника Особого отдела Прибалтийского военного округа.
С июля 1941 года работал на должности заместителя начальника Особого отдела Северо-Западного фронта, с 21 мая 1942 года — на должности начальника Особого отдела Северо-Западного фронта, а с 19 апреля 1943 года — на должности заместителя начальника Главного управления контрразведки «Смерш» НКО СССР.
С мая по сентябрь 1945 года Бабич находился на Дальнем Востоке, где координировал органы «Смерш» Забайкальского и Дальневосточного фронтов.
4 июля 1946 года был назначен на должность помощника начальника 3-го главного управления МГБ СССР, а в августе 1947 года — по совместительству на должность начальника Высшей школы МГБ СССР.
Умер 9 декабря 1948 года в Москве. Похоронен на Новодевичьем кладбище.

## Награды
- орден Ленина (6.11.1945)
- 4 ордена Красного Знамени (1942, 28.10.1943, 3.11.1944, 8.9.1945)
- орден Кутузова I степени (25.3.1945)
- орден Отечественной войны I степени (31.7.1944)
- орден Красной Звезды (19.12.1937)
- знак «Почётный работник ВЧК-ГПУ (XV)» (20.12.1932)